# إريك بالافوكس
إريك بالافوكس (بالإسبانية: Érick Palafox)‏ هو لاعب كرة قدم مكسيكي في مركز الوسط، ولد في 20 يونيو 1982. لعب مع استوديانتس دي التاميرا ‏.

## وصلات خارجية
- إريك بالافوكس على موقع قاعدة بيانات كرة القدم.إي يو (الإنجليزية)
- إريك بالافوكس على موقع Soccerway.com (الإنجليزية)